# 箸藏站

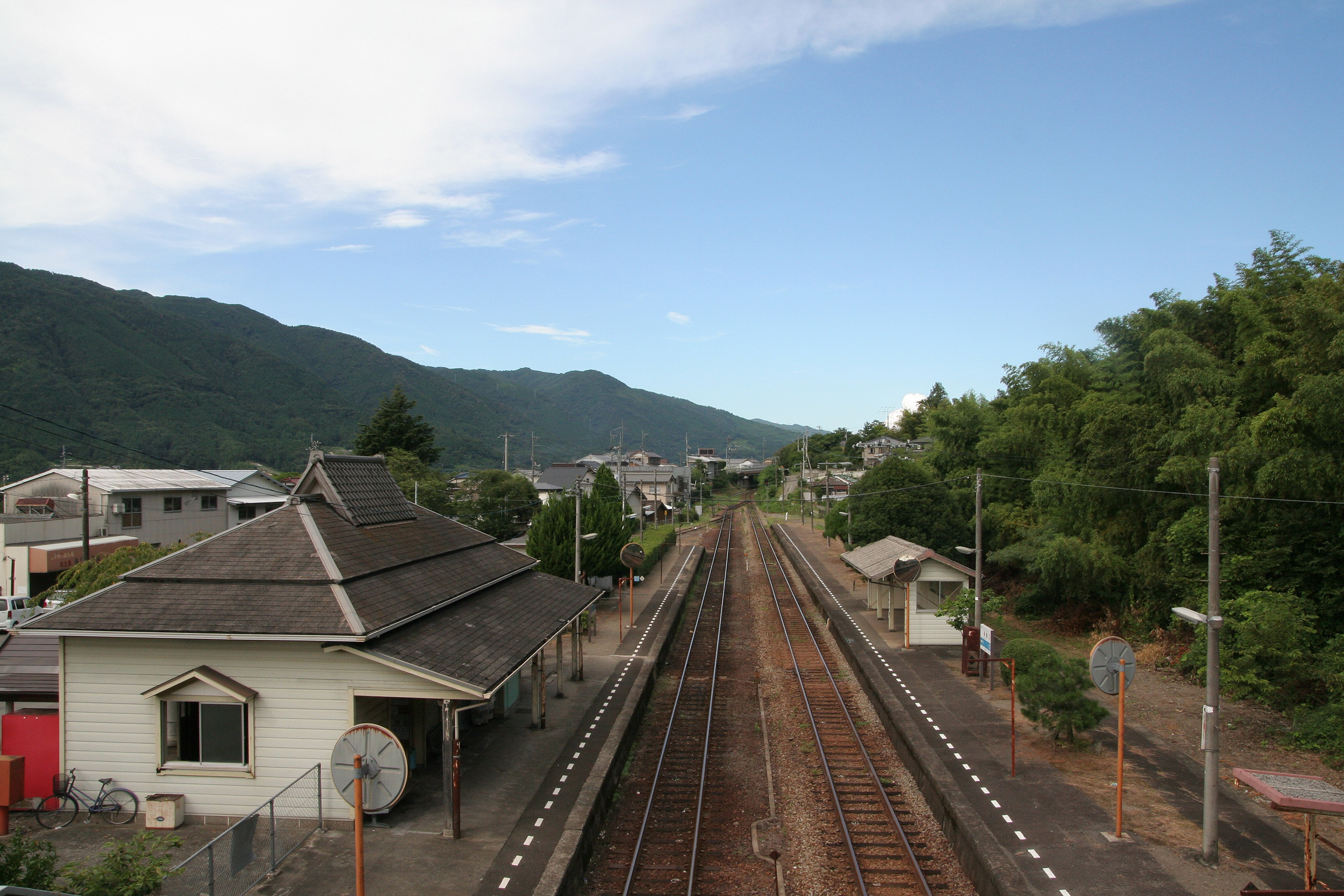
從跨線橋上望向車站月台及路軌（向坪尻站方向）。

箸藏站（日语：／ Hashikura eki */?）是一位於日本德島縣三好市池田町州津、隸屬於四國旅客鐵道（JR四國）的鐵路車站。車站編號為D20。車站名稱因附近的箸藏寺而命名。本站只停靠普通列車，由乘客量持續減少，2020年度時間表改正後，每日只提供上、下行各6班的區間車。
由阿波池田站開出的列出，由此站起便會180度轉向，橫過吉野川後前往佃站。從兩站向川的車窗可以遙望對岸的另一邊車站。此段路段全長3.4公里，比一般車用路段長超過1公里。

## 車站構造

### 站房
車站站舍為單層木製建築，其中以原站務室佔大部份的面積。現時則空置中。候車室則可以直接通往1號月台。

### 月台
月台以1個側式月台及1個島式月台所組成。原本提供2面3線的配置，但配合高速化，島式月台近山邊的3號月台路軌已經被拆除，亦取消了3號月台。固此現時只留下2個月台可用。其中1號月台為待避線，為大部份普通列車停靠月台；2號月台為主軌道，供特急列車通過，現時只有2班下行普通列車班次使用。
| 月台 | 路線    | 方向 | 目的地           | 備註                             |
| ---- | ------- | ---- | ---------------- | -------------------------------- |
| 1    | ■土讚線 | 下行 | 阿波池田方向     | 現時全部上行、半數下行列車使用。 |
| 1    | ■土讚線 | 上行 | 琴平、多度津方向 | 現時全部上行、半數下行列車使用。 |
| 2    | ■土讚線 | 下行 | 大步危、伊野方向 | 只限2個班次                      |

## 歷史
- 1929年4月28日：開業。
- 1970年10月1日：無人化，簡易委託化。
- 1987年4月1日：日本國鐵分割民營化，車站的營運由JR四國繼承。

## 相鄰車站
四國旅客鐵道（JR四國）
■土讚線
讚岐財田（D18）－坪尻（D19）－箸藏（D20）－佃（D21）
（部份普通列車不停靠坪尻站）

## 外部連結
- JR四國箸藏站官方發車時間表。 （页面存档备份，存于）